# جيا كارانجي
جيا ماري كارانجي (بالإنجليزية: Gia Carangi) (29 يناير 1960 - 18 نوفمبر 1986) عارضة أزياء أمريكية خلال أواخر السبعينات وأوائل الثمانينات. يعتبرها البعض عارضة الأزياء الأولى، وقد ظهرت على غلاف مجلات الموضة، بما في ذلك مجلات عدة من فوغ وكوزموبوليتاني، وظهرت في الحملات الإعلانية لبيوت الأزياء مثل أرماني وكريستيان ديور وفيرزاتشي، وإيف سان لوران.

## روابط خارجية
- جيا كارانجي على موقع IMDb (الإنجليزية)
- جيا كارانجي على موقع إن إن دي بي (الإنجليزية)
- جيا كارانجي على موقع قاعدة بيانات الفيلم (الإنجليزية)
- جيا كارانجي على موقع دليل عارضات الأزياء (الإنجليزية)
- Gia Carangi في قاعدة بيانات الأفلام على الإنترنت
- جيا كارانجي على موقع فايند أغريف